# Rheiner Verkehrsbetriebe Mersch
Der Rheiner Verkehrsbetrieb Mersch (RVBM) ist ein Busverkehrsunternehmen mit Sitz in Rheine.
Im Auftrag des Linienkonzessionärs, der Verkehrsgesellschaft der Stadt Rheine mbh (VSR) führt der Rheiner Verkehrsbetrieb Mersch sämtliche Linienverkehre des StadtBus Rheine durch. Das Unternehmen war bis zum 31. Oktober 2024 Inhaber der Konzessionen von drei Buslinien im Kreis Coesfeld. Des Weiteren übernimmt das Unternehmen gelegentlich Schienenersatzverkehre in der näheren Umgebung.

## Geschichte
Der Omnibusbetrieb Mersch wurde im Jahre 1925 von Kfz-Meister und Hauderer Josef Mersch gegründet, zunächst wurde jedoch ausschließlich Reiseverkehr angeboten. Der Stadtomnibusverkehr in Rheine wurde am 15. November 1928 von Otto Dahms eingeführt. Im Oktober 1934 übernahm Josef Mersch den Stadtomnibusverkehr sowie die vier von Otto Dahms eingesetzten Busse. Noch vor dem Zweiten Weltkrieg nahm Mersch neben dem Stadt- auch den Reiseverkehr auf, welcher schon bald zu einem zweiten Standbein der Firma wurde. Im Jahre 1959 wurde der Betriebshof des Unternehmens an die Stadtbergstraße in Rheine verlegt.
Im Jahre 1973 wurde der Reiseverkehr eingestellt, 1979 jedoch mit einem Bus des Typs O307 wieder aufgenommen, welcher sowohl im Stadt- als auch im Reiseverkehr eingesetzt werden kann. Seit 1984 wurde der Reiseverkehr in Kooperation mit dem Busunternehmen Forsmann in Mettingen (Seitdem Optimal-Reisen Forsmann) unter dem Namen Optimal-Reisen Mersch durchgeführt.
Im Jahre 1997 wurde der Stadtverkehr in Rheine neu geordnet, seitdem wird dieser als Stadtbus-System betrieben und unter dem Namen Stadtbus Rheine vermarktet. Betreiber der neu eingeführten StadtBus-Linien ist bis heute der Rheiner Verkehrsbetrieb Mersch.
Im Jahre 1998 wurde der heutige Betriebshof des Unternehmens, welcher zugleich Firmensitz ist, an der Bonifatiusstraße im Rheinenser Stadtteil Schotthock bezogen. Auf dem Betriebsgelände befinden sich eine Abstellhalle für Fahrzeuge, ein Pausenraum für das Fahrpersonal, die betriebseigene Werkstatt sowie die Verwaltung und Disposition des Unternehmens.
Im März 2020 wurde der Reiseverkehr aufgrund der Corona-Pandemie eingestellt. Seitdem werden keine organisierten Busreisen mehr angeboten, es können jedoch weiterhin Busse gemietet werden.

## Linienverkehr

### StadtBus Rheine
Der Rheiner Verkehrsbetrieb Mersch betreibt alle Linien des Stadtbus Rheine seit der Einführung des Systems am 28. September 1997. Die Konzessionen der Linien des Linienbündels „Steinfurt 2“  liegen jedoch bei der Verkehrsgesellschaft der Stadt Rheine mbh (VSR), einer Tochtergesellschaft der Stadtwerke für Rheine. Folgende Linien sind Teil des Linienbündels:

#### StadtBus-Linien
C 1 Bustreff – Kümpersdorf
C 2 Bustreff – Schotthock
C 3 Bustreff – Altenrheine
C 4 Bustreff – Marienkirche
C 5 Bustreff – Eschendorf
C 6 Bustreff – Gellendorf – Elte – Mesum
C 7 Bustreff – Catenhorn – Hauenhorst – Mesum
C 8 Bustreff – Waldhügel
C 9 Bustreff – Dutum
C10 Bustreff – Wadelheim
C11 Bustreff – Königsesch
C12 Bustreff – Saline/Naturzoo

#### Gewerbegebiets-Linien
G1 Bustreff – Gewerbegebiet (GVZ)
G2 Bustreff – Gewerbegebiet (Apetito)

#### MorgenSprinter-Linien
MS-A Altenrheine – Bustreff
MS-B Eschendorf – Bustreff
MS-C Dutum – Bustreff
MS-D Königsesch – Bustreff

#### Schulverkehr
269 Rheine, Konradschule – Südeschschule – Rheine, Tackesiedlung

### Kreis Coesfeld
Der Rheiner Verkehrsbetrieb Mersch war bis zum 31. Oktober 2024 Inhaber der Konzessionen von drei Buslinien im Kreis Coesfeld. Beim Betrieb der Linien griff das Unternehmen dabei jedoch auf Subunternehmer zurück, welche die Linien mit eigenen Fahrzeugen und eigenem Personal betrieben haben. Neuer Inhaber der Konzessionen ist seit dem 1. November 2024 das Unternehmen Reisedienst Veelker aus Ochtrup.
581 Rosendahl-Osterwick – Coesfeld
589 Ortsverkehr Billerbeck
771 Rosendahl-Holtwick – Altenberge

## Fahrzeuge
Insgesamt besitzt der Rheiner Verkehrsbetrieb Mersch 31 Omnibusse, wovon 22 Fahrzeuge Linienbusse für den Einsatz im Netz des Stadtbus Rheine sind. Von den 22 StadtBus-Fahrzeugen stammen 20 Fahrzeuge von Mercedes-Benz (Produktname Citaro), darunter sind insgesamt acht Stück mit MildHybrid-Technologie, während zwei weitere Busse vom niederländischen Hersteller VDL kommen (Produktname Citea). Bei fünf Fahrzeugen handelt es sich um Reisebusse, welche im Anmiet- oder Schülerverkehr eingesetzt werden. Vier Gelenkbusse werden ebenfalls im Schülerverkehr oder aber auf Verstärkerfahrten der StadtBus-Linien in der Hauptverkehrszeit eingesetzt.
Bei den zwei auf den Linien G1 und G2 in das Gewerbegebiet Nord eingesetzten Fahrzeugen des Typs Sprinter City 75 handelt es sich um gemietete Fahrzeuge.

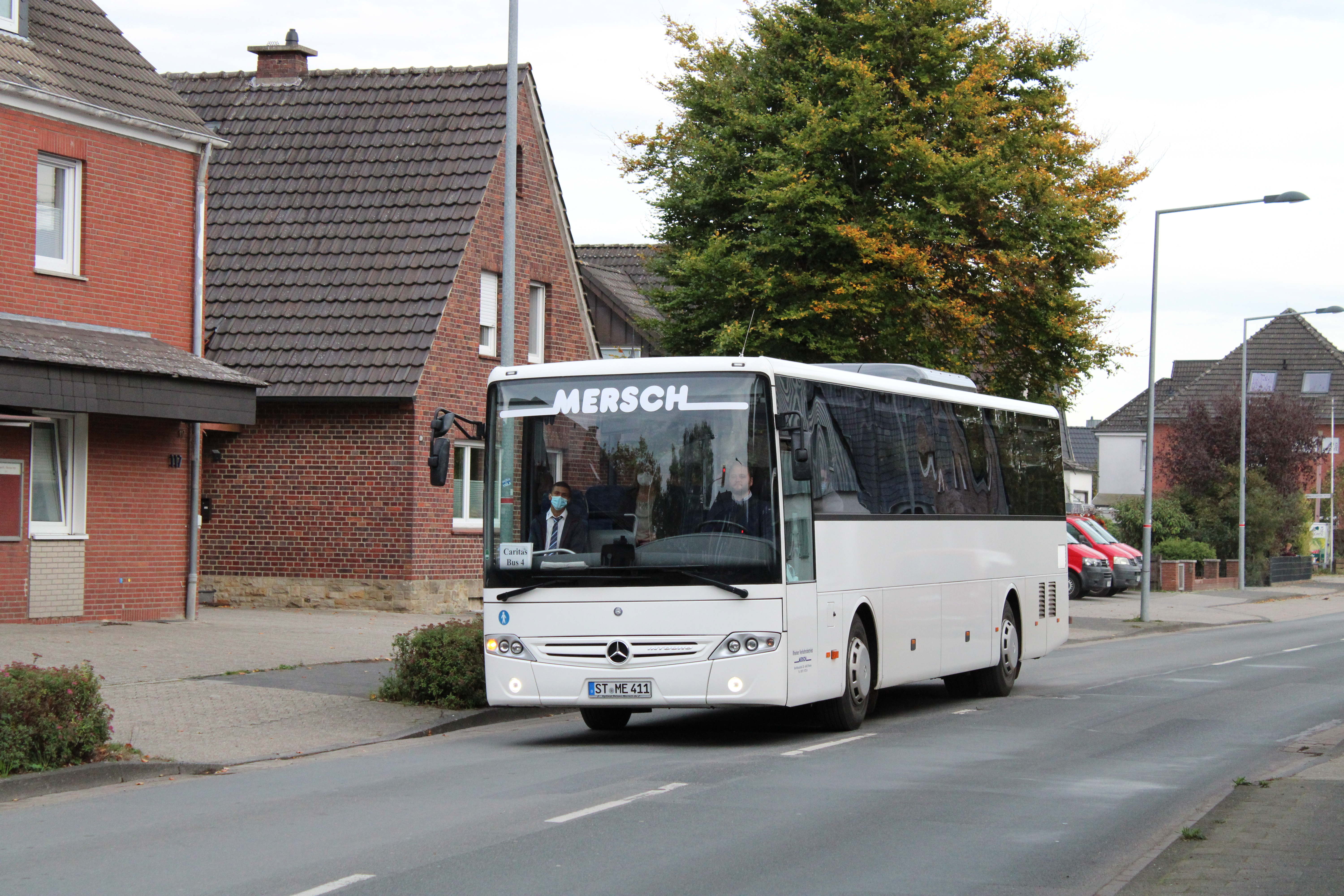
Mercedes-Benz Intouro des Rheiner Verkehrsbetriebs Mersch.

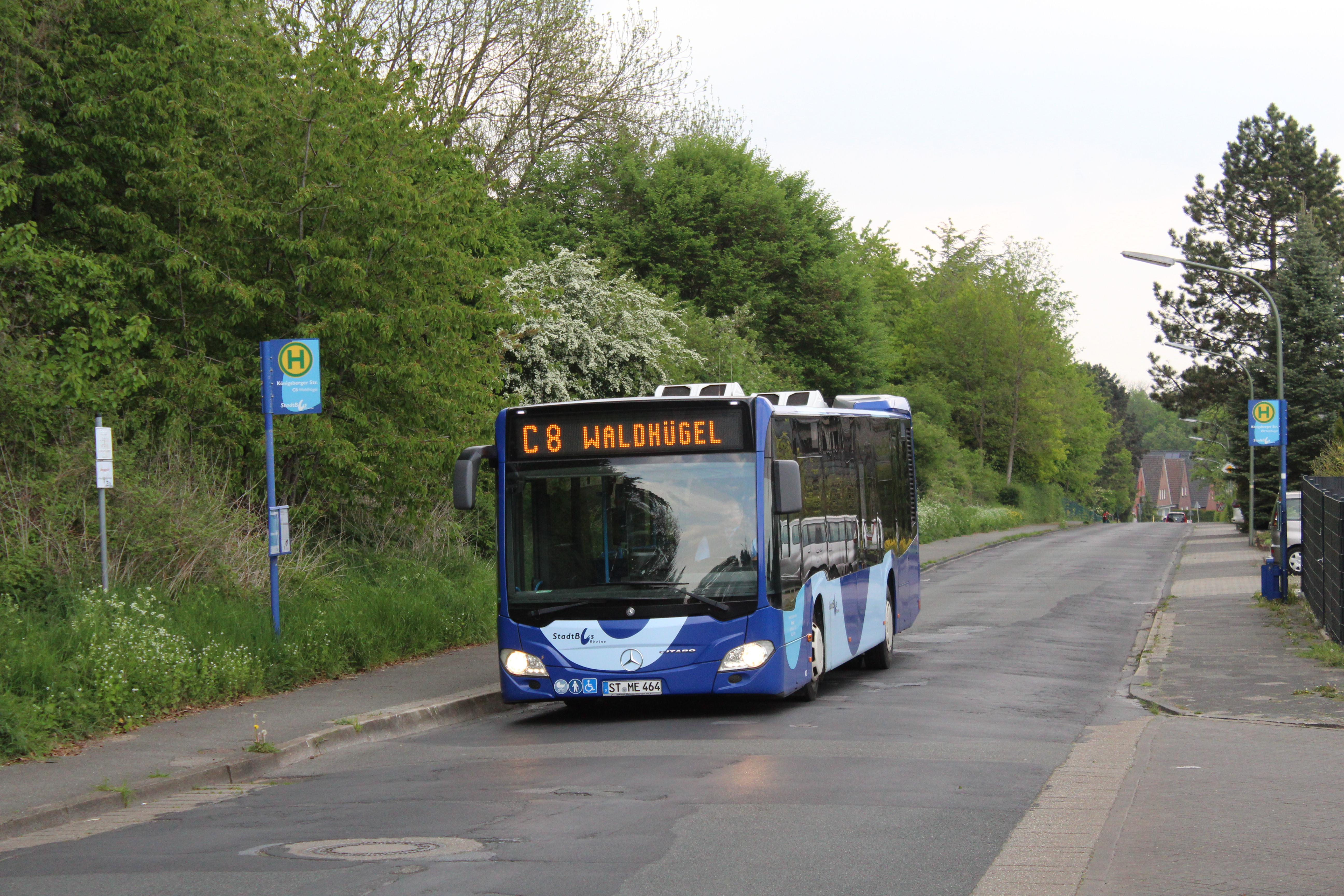
Ein Citaro C2 für den Einsatz als StadtBus Rheine.

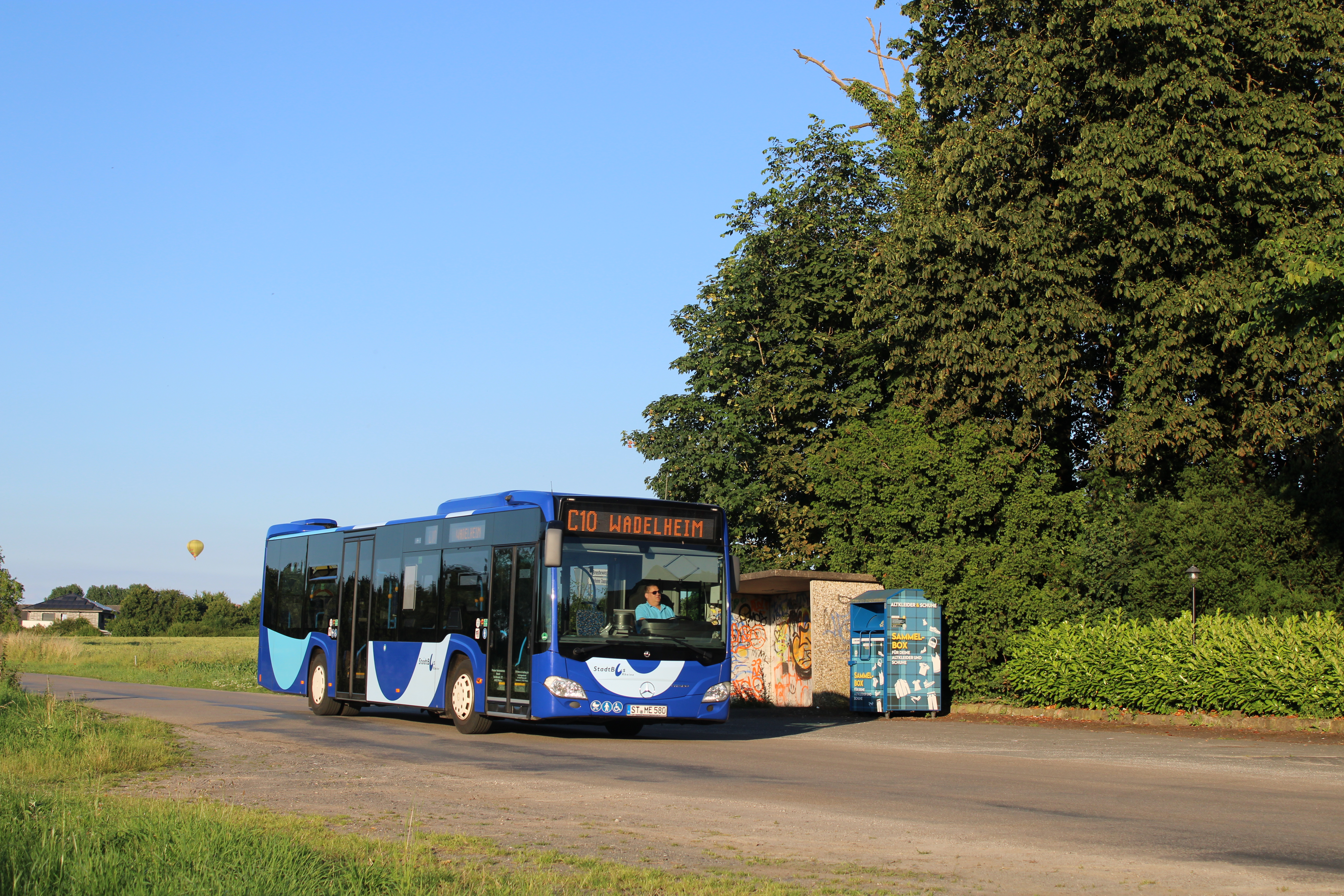
Citaro C2 mit MildHybrid-Technologie für den Einsatz als StadtBus Rheine.

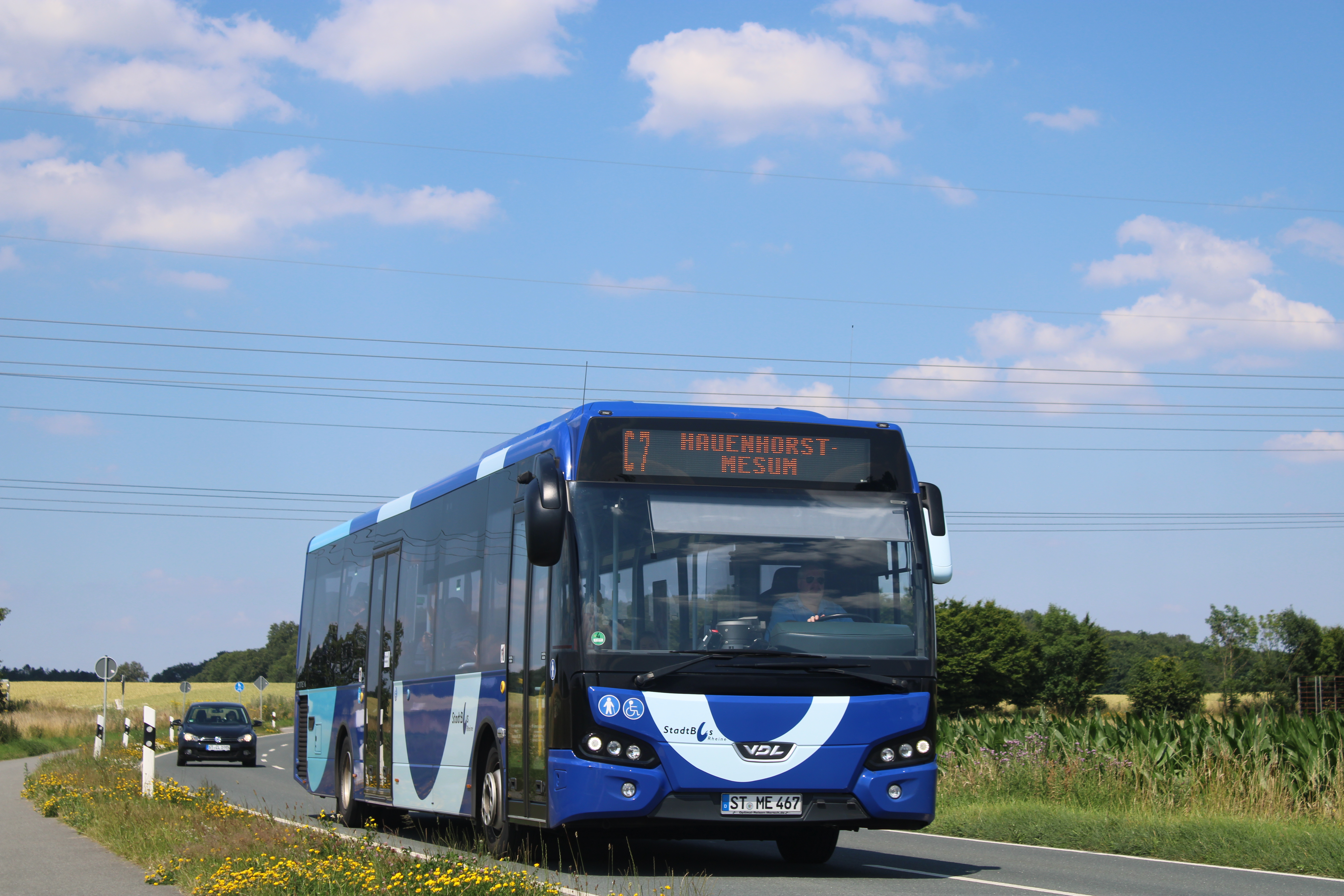
VDL Citea für den Einsatz als StadtBus Rheine

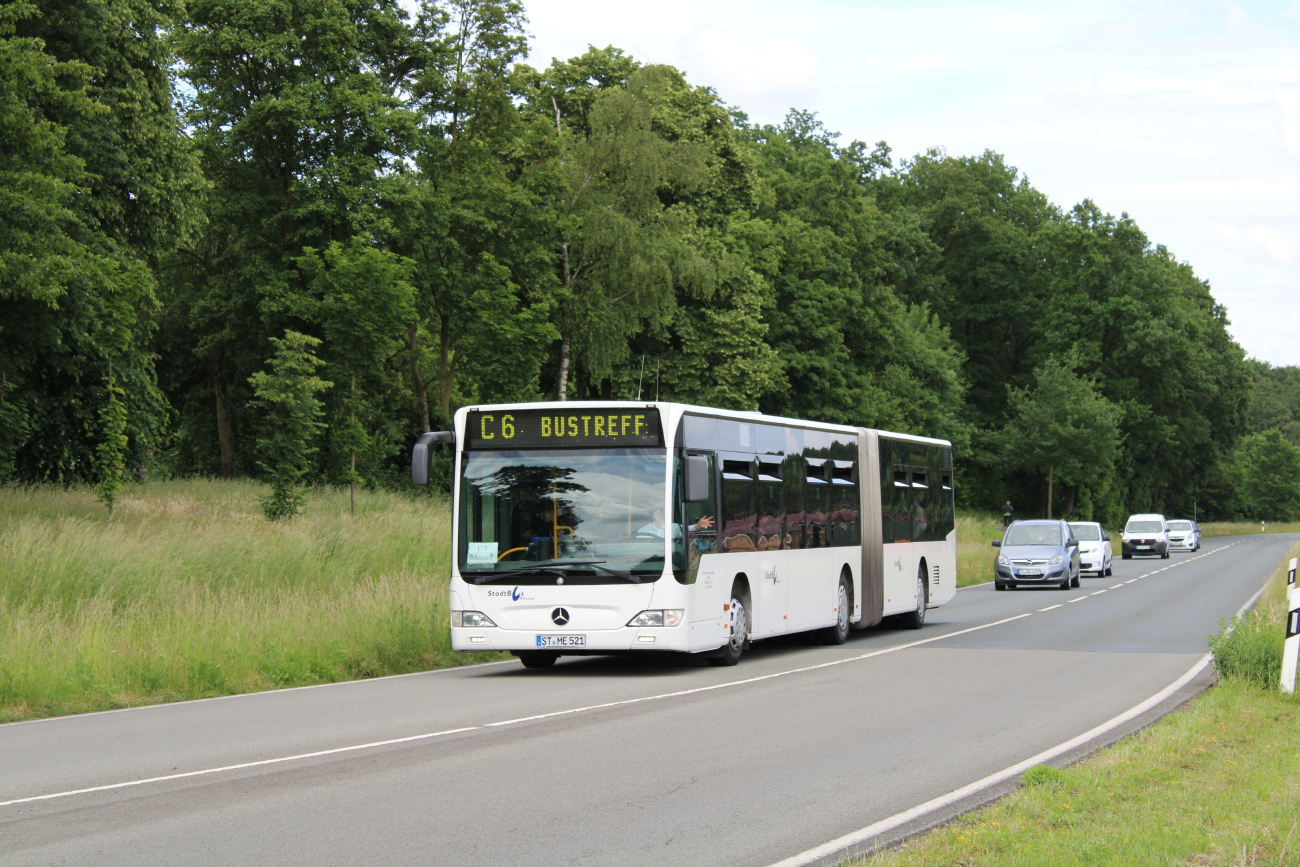
StadtBus Rheine - Verstärker Linie C6

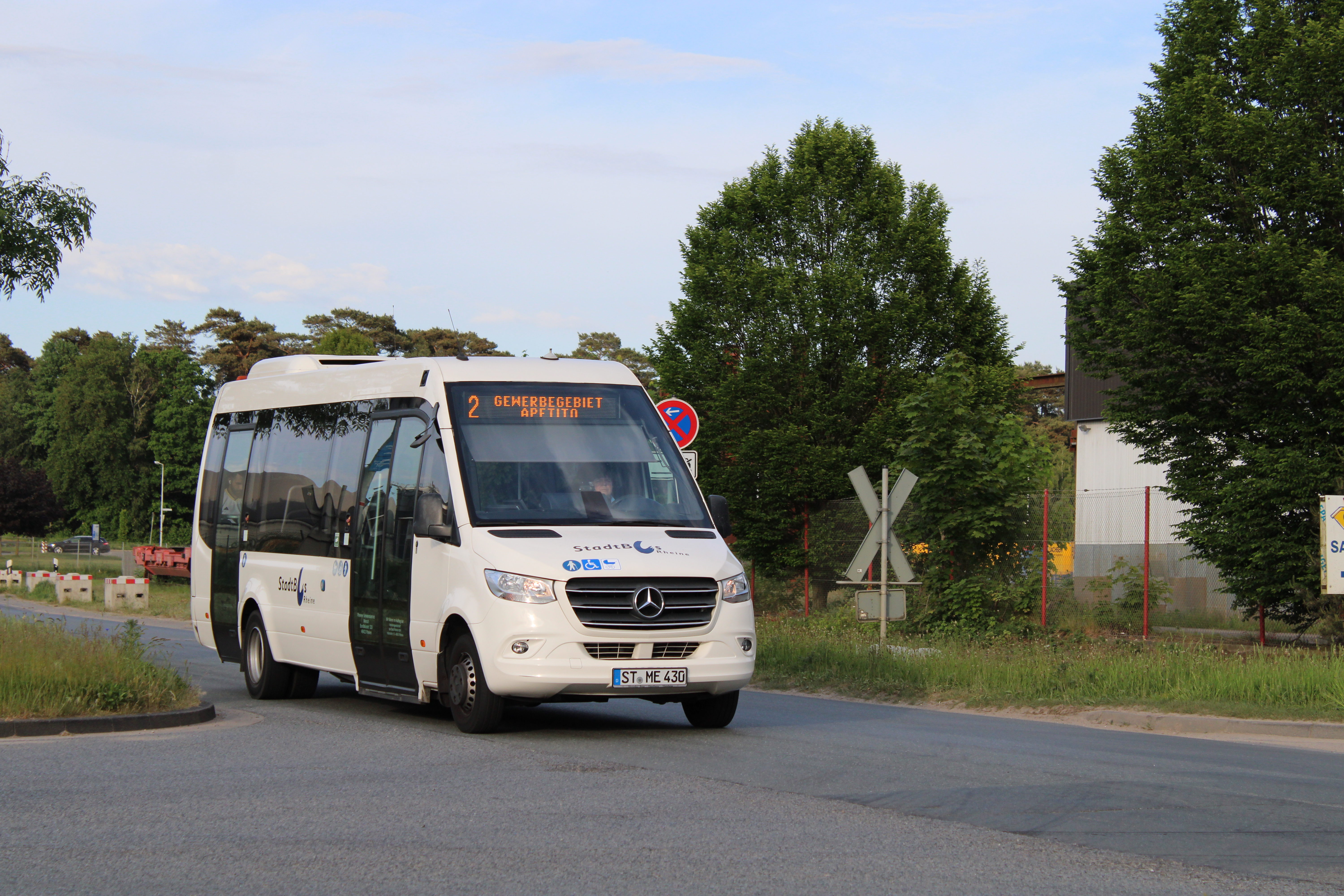
Ein gemieteter Sprinter City 75 auf der Gewerbegebiets-Linie G2